# Public Image Ltd.
Public Image Ltd. es una banda británica de música post-punk encabezada por John Lydon (Johnny Rotten), exmiembro de la banda punk Sex Pistols.
PiL fue una de las bandas más innovadoras e influyentes del movimiento post-punk de finales de los años 1970 y durante los años 1980.

## Historia

### Los inicios
La banda fue formada en 1978, tras la disolución de Sex Pistols.
Su primera alineación incluía a John Lydon (Johnny Rotten) en la voz, el ex The Clash Keith Levene en la guitarra eléctrica, Jah Wobble en el bajo eléctrico y Jim Walker en la batería.
Lydon se acercó a Jah Wobble y le propuso formar una banda juntos. Los dos se conocían desde la escuela a inicios de los 70, e incluso tocaron juntos en algunas ocasiones antes de la desaparición de Sex Pistols. Ambos compartían muchos gustos musicales y eran seguidores del reggae y la world music. Lydon asumió, al igual que con Sid Vicious, que Wobble podría aprender a tocar el bajo sobre la marcha. Mientras esta confianza ciega se tornó en Sid Vicious (Lydon cita su poca habilidad musical entre las principales razones para la separación de los Pistols), en esta ocasión su elección sería un completo acierto, y es que Wobble probó tener un gran talento natural con el bajo. Lydon recurrió al guitarrista Keith Levene, con quién compartió una gira a mediados de 1976, cuando Levene pertenecía a The Clash. Jim Walker, un estudiante canadiense recién llegado al Reino Unido, fue reclutado en la batería tras responder a un anuncio publicado en la revista Melody Maker.

### Trayectoria de PiL
En mayo de 1978 comenzaron a ensayar juntos, aunque sin nombre para el grupo. En julio del mismo año, Lydon nombró oficialmente a la banda como "Public Image", basado en la novela de Muriel Spark "The Public Image" ("La Imagen Pública") de 1968. El "Ltd." (limited) no se agregaría hasta meses después.
PiL debutó en octubre de 1978 con "Public Image", tema que Lydon escribiría aun siendo miembro de Sex Pistols. El sencillo fue bien recibido y alcanzó el noveno lugar en las listas del Reino Unido; además se vendió bien como importación en los Estados Unidos.
De aquí en adelante su aceptación se incrementaría y PiL se distinguiría por ser una banda auténtica, siempre cambiante e innovadora. Viajando musicalmente desde el punk, pasando por la world music y reggae hasta el pop, con ritmos bailables que coqueteaban incluso con la música disco.
En 1986 su lanzamiento llevaría el título de "Album", "Compact Disc" o "Cassette", dependiendo del formato elegido por el comprador. En esta etapa más que una banda bien consolidada se trataba básicamente de Lydon con músicos invitados. "Album" fue producido por Bill Laswell y participaron muchos amigos y conocidos de este talentoso músico; contó entre sus líneas con Steve Vai y sus inigualables solos de guitarra; como bajista participó Jonas Hellborg, solista y miembro en esa época de la banda de John McLaughlin: Mahavishnu Orchestra. El legendario baterista de Cream Ginger Baker también tocó en el álbum, al igual que Tony Williams. A pesar de esta ecléctica mezcla de músicos -poco común para una banda como PiL-, muchos consideraron este lanzamiento como un fuerte retorno a la escena, retomando ese espíritu de no autoimponerse límites, experimentar con diversos ritmos y estar siempre un paso adelante.
En los textos de la recopilación "Plastic Box" de PiL (1999), John Lydon expresó: "'Album' fue casi un disco solista. Trabajé yo solo con mucha gente nueva, destacaba el colaborador más importante del proyecto, que era Bill Laswell. Y fue durante la grabación de este disco en Nueva York cuando Miles Davis entró en el estudio mientras yo cantaba, se paró detrás de mí y comenzó a tocar. Más tarde me comentó que yo cantaba tal y como él tocaba su trompeta, lo cual sigue siendo una de los mejores comentarios que me han hecho en la vida. El recibir un cumplido de una persona como Miles Davis fue muy especial. Lo más irónico es que en la mezcla final no utilizamos su colaboración...". Para la gira de "Album", Lydon llamó a nuevos integrantes, esta vez el guitarrista de Magazine y Siouxsie And The Banshees John McGeoch y el bajista Allan Dias.
PiL lanzó el álbum "Happy?" en 1987 con muy buena aceptación. Durante la primavera de 1988 fue acto apertura de INXS en la "Kick Tour".
En 1989, el grupo se embarcó junto a New Order y The Sugarcubes en una gira llamada "The Monsters of Alternative Rock" (Los Monstruos del Rock Alternativo) la cual era un combo de bandas alternativas, precursor de festivales como Lollapalooza. El noveno álbum de PiL, "9", se lanzó en ese mismo año, 1989.

### Final primera etapa
El último trabajo de la banda, lanzado en 1992, "That What Is Not", marcó el final de su carrera. Lydon desintegró al grupo un año después de que en su discográfica, Virgin Records, se negaran a pagar por la gira promocional del disco, por lo que Lydon pagó la gira de su propio bolsillo.
El último concierto de PiL se llevó a cabo el 18 de septiembre de 1992 teniendo como alineación final al mismo Lydon en la voz, Ted Chau en guitarra y teclado; Mike Joyce, exmiembro de The Smiths en batería; John McGeoch en guitarra, y Russell Webb de The Skids en bajo. Este último reemplazó a Allan Dias en agosto de 1992, quien debido a su problema con las drogas decidió salir de la banda.
Lydon lanzó un álbum solista en 1997: "Psycho's Path". Él mismo ha dicho que no considera que PiL haya terminado definitivamente, sino que el proyecto está en un letargo. También ha sugerido que escribirá un libro de sus memorias con la banda.

## El regreso
En el año 2009, tal como había hecho con Sex Pistols, Lydon resucitó al grupo con nuevos miembros y empezaron a dar conciertos. A mediados de mayo de 2012 salió un nuevo disco de estudio "This Is PiL", tras 20 años sin grabar.

## Discografía

### Álbumes de estudio
- First Issue (1978)
- Metal Box (1979)
- The Flowers of Romance (1981)

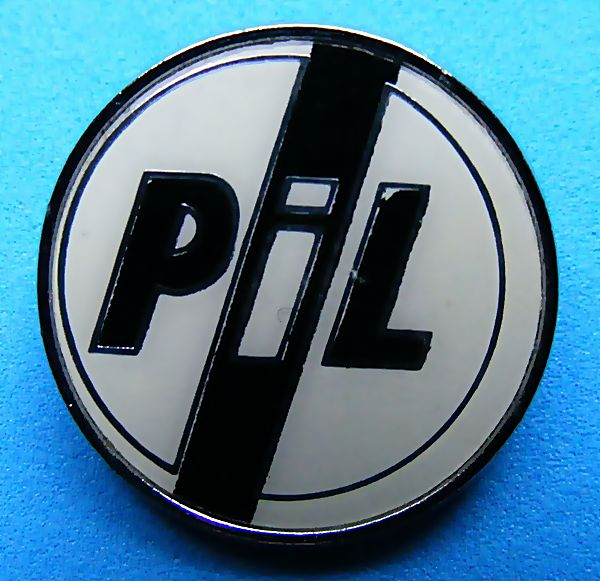
Pin de la banda

- This Is What You Want... This Is What You Get (1984)
- Album (1986)
- Happy? (1987)
- 9 (1989)
- That What Is Not (1992)
- This Is PiL (2012)
- What the World Needs Now... (2015)
- End of World (2023)

### Álbumes en vivo
- Paris au Printemps (1980)
- Live in Tokyo (1983)
- A Life 2009 - Manchester Academy 19.12.2009 (2010)
- Live at the Isle of Wight Festival 2011 (2011)
- Live at Rockpalast 1983 (2012)

### Compilados & miscelánea
- Commercial Zone (bootleg, 1984)
- The Greatest Hits, So Far (1990)
- Box (1990)
- Plastic Box (1999)
- Public Image/Second Edition (2003)

### Sencillos

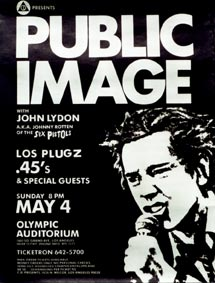
Póster de un concierto de Public Image Ltd en Los Ángeles, 1980

| Año  | Título                    | Posiciones en listas | Posiciones en listas | Posiciones en listas | Álbum                                         |
| Año  | Título                    | U.K.                 | US Dance \|          | US Alt               | Álbum                                         |
| ---- | ------------------------- | -------------------- | -------------------- | -------------------- | --------------------------------------------- |
| 1978 | "Public Image"            | 9                    | –                    | –                    | First Issue                                   |
| 1979 | "Death Disco"             | 20                   | –                    | –                    | Metal Box                                     |
| 1979 | "Memories"                | 60                   | –                    | –                    | Metal Box                                     |
| 1981 | "Flowers of Romance"      | 24                   | 51                   | –                    | The Flowers of Romance                        |
| 1983 | "This Is Not a Love Song" | 5                    | –                    | –                    | This Is What You Want... This Is What You Get |
| 1984 | "Bad Life"                | 71                   | –                    | –                    | This Is What You Want... This Is What You Get |
| 1986 | "Rise"                    | 11                   | –                    | –                    | Album                                         |
| 1986 | "Home"                    | 75                   | –                    | –                    | Album                                         |
| 1987 | "Seattle"                 | 47                   | 30                   | –                    | Happy?                                        |
| 1987 | "The Body"                | 100                  | –                    | –                    | Happy?                                        |
| 1989 | "Disappointed"            | 38                   | 26                   | 1                    | 9                                             |
| 1989 | "Warrior"                 | 89                   | 16                   | 16                   | 9                                             |
| 1990 | "Don't Ask Me"            | 22                   | –                    | 2                    | The Greatest Hits, So Far                     |
| 1992 | "Cruel"                   | 49                   | –                    | –                    | That What Is Not                              |
| 1992 | "Acid Drops"              | –                    | –                    | 29                   | That What Is Not                              |
| 2012 | "One Drop"                | –                    | –                    | –                    | This is PiL                                   |